# Винокуров, Илья Егорович
Илья́ Его́рович Виноку́ров (19 декабря 1895 (1 января 1896), Кусаган-Ыальский наслег, Намский улус, Якутский округ, Якутская область, Российская империя — 4 января 1957, Якутск Якутская АССР, РСФСР, СССР) — советский партийный и государственный деятель. Первый секретарь Якутского обкома ВКП(б) (1946—1951).

## Биография
Родился 19 декабря 1895 (1 января 1896) в Кусаган-Ыальском наслеге (якут. Куһаҕан-Ыал нэһилиэгэ) Намского района Якутского округаЯкутской области Российской империи. В 1898 году отец умер от болезни, а через год мать ослепла. По ходатайству наслега был определен на пансион в церковно-приходскую школу села Конта-Крест, где он учился в 1904—1908 годах.
По окончании школы до 1920 года батрачил: устроился работником у одного улусного купца, с мая 1916 года становится охотником — промышлял рыбу и пушного зверя на Новосибирских островах в Булунском районе, половину добычи отдавал хозяину. В 1920 году, в один из своих приездов в село Казачье, где он продавал свою долю добычи, узнал о падении власти Колчака и установлении советской власти. Летом того же года возвращается в родное село с намерением принять участие в происходящих событиях. Вступил в созданный в улусе союз сельхозрабочих, был избран земельным депутатом, председателем комиссии по учёту хлеба на складах кулаков. В 1921 году стал членом ВКП(б), прошёл двухмесячные советско-партийные курсы, по окончании которых был зачислен в штат Якутского губревкома.
Участвовал в Гражданской войне. В составе добровольческого отряда красных партизан принимал активное участие в боевых действиях под Тулагино-Кильдямцами.
В 1927 г. окончил курсы уездных партийных работников при ЦК ВКП(б), в 1936 г. — высшие курсы советского строительства при ВЦИК.
- 1921—1922 гг. — председатель Хатын-Арынского наслежного революционного комитета.
- 1922—1924 гг. — председатель исполнительного комитета Намского волостного Совета.
- 1924—1926 гг. — председатель исполнительного Булунского окружного Совета.
- 1927—1929 гг. — ответственный секретарь Булунского окружного комитета ВКП(б).
- 1929—1931 гг. — инструктор ЦИК Якутской АССР.
- 1931—1933 гг. — директор машинно-тракторной станции Намского района.
- 1933—1934 гг. — начальник коневодческого управления Народного комиссариата земледелия Якутской АССР.
- 1934—1935 гг. — инструктор ЦИК Якутской АССР.
- 1937—1938 гг. — председатель исполнительного комитета Вилюйского районного Совета.
- 1938—1939 гг. — народный комиссар здравоохранения Якутской АССР.
- 1939—1943 гг. — заместитель председателя Совета Народных Комиссаров (СНК) Якутской АССР. В 1940 г. направил ряд обращений в адрес руководителей советского правительства и первых лиц республики о необходимости принятия безотлагательных мер по спасению голодающего населения в связи с небывалой засухой 1939 г. на заречных, центральных и группе вилюйских районов; предлагал конкретные шаги по решению возникших проблем. Также развернул широкую борьбу против туберкулёза, мобилизовав на это все имеющиеся медицинские силы и другие возможности республики.
- 1943—1946 гг. — председатель Совнаркома — Совета Министров Якутской АССР. Вступив в должность, незамедлительно предпринял комплекс мер по преодолению продовольственного кризиса (февраль—май 1943 г.). В их числе: обязательное предоставление колхозами по одной корове личному хозяйству колхозника, списание долгов колхозов и колхозников, увеличение лимитов муки, предоставление летом кобыл колхозникам для изготовления кумыса, создание общественного резервного фонда исключительно для распределения остро нуждающимся колхозникам, организация горячего питания и т. п. Предпринимал активные меры по социально-экономическому развитию республики, организации помощи фронту и помощи населению территорий, освобожденных от немецкой оккупации. За годы войны выпуск продукции местной промышленности был увеличен на 56,7 %. Охотники сдали государству на 9 млн рублей пушнины сверх плана. По его настоянию в 1944 г. были отменены решения 1942 г., приведшие к Чурапчинской трагедии, а оставшиеся в живых семьи были возвращены на прежнее место жительства.
- 1946—1951 гг. — первый секретарь Якутского областного комитета ВКП(б). В 1952 году был снят с работы по ложному обвинению.
- 1952 г. — управляющий трестом «Сельстрой» Управления сельского и колхозного строительства при Совете министров Якутской АССР.
- 1955—1957 гг. — начальник строительного управления № 2 треста «Якутстрой».

Депутат Верховного Совета СССР 2—3 созывов. Избирался членом Якутского обкома ВКП(б) (1928, 1940, 1952 гг.), депутатом Верховного Совета Якутской АССР 1—3 созывов (1938—1952).
Умер 4 января 1957 года от тяжёлой болезни. В 1962 году был посмертно реабилитирован.

## Награды и звания
- орден Ленина (27.06.1947)
- орден Отечественной войны 2-й степени
- орден Трудового Красного Знамени
- медали

## Семья
И. Е. Винокуров был женат дважды.
- Первая супруга — Винокурова (Эверстова) Мария Перфильевна. Поженились в 1923 году, расстались в 1939 году.
  - Сын — Винокуров Илья Ильич (1924—1977) — окончил Алма-Атинский педагогический институт, работал на руководящих должностях в сфере народного образования, был инструктором Якутского горкома партии, директором Колымской средней школы Нижнеколымского района.
  - Дочь — Винокурова Клара Ильинична (род. 1933), окончила Московскую сельскохозяйственную академию имени Тимирязева. С мужем, Петром Гылыковичем Гылыковым, жили в Бурятии, работали агрономами в Бичурском районе. Воспитали троих детей.
- Вторая супруга — Трубицына Александра Алексеевна (1908—2000). Поженились в 1939 году.
  - Дочь — Наталья Ильинична закончила Иркутский медицинский институт.
    - Трое детей.

  - Дочь — Александра Ильинична (?—2005), закончила Якутский государственный университет. Работала главным врачом городского родительного дома и на других медицинских должностях.
    - Старший сын Валерий Анатольевич погиб в возрасте 27 лет.
    - Младший сын Владимир Анатольевич — арбитражный судья г. Якутска, кандидат юридических наук.

  - Сын — Валерий Ильич, после окончании Бугурусланского лётного училища работал в полярной авиации, участник 14-й Советской Антарктической экспедиции (1968—1969).
    - Дети:

Винокуров Илья Валерьевич — топ-менеджер в области маркетинга в Москве.
Старший сын — Винокуров Феликс Валерьевич, умер.

## Память
- Имя Ильи Егоровича Винокурова присвоено:

Намскому педагогическому колледжу технологии и дизайна;
Хатын-Арынской средней школе Намского улуса (1995).
- В 1967 году поставили памятник в сквере Намской СОШ №2. Скульптор: Пшенников[4]
- В 2007 году при Хатын-Арынской школе открыт музей И. Е. Винокурова.[5]
- В 2006 воздвигнута стела, увенчанная изваянием бюста Ильи Егоровича. В августе 2012 года рядом с памятником по инициативе Намского педагогического колледжа установлен информационный стенд
- 2016 год был объявлен годом Ильи Винокурова в честь этого был заложен сквер и памятник в селе Намцы[6].
- Памятник Илье Винокурову в г.Якутск. Открыт в 2017 году